# Trujillina spinipes
Trujillina spinipes là một loài nhện trong họ Ctenidae.
Loài này thuộc chi Trujillina. Trujillina spinipes được Elizabeth Bangs Bryant miêu tả năm 1948.